# Yin Junhua
Yin Junhua (尹 军花S; 27 agosto 1990) è una pugile cinese.

## Palmarès

### Olimpiadi
- 1 medaglia:
  - 1 argento (Rio de Janeiro 2016 nei pesi leggeri)

### Mondiali dilettanti
- 1 medaglia:
  - 1 bronzo (Jeju 2014 nei pesi leggeri)